# Johann Baptist Cysatus
Johann Baptist Cysat, łac. Cysatus, fr. Jean-Baptiste Cysat (ur. w 1587, zm. 17 marca 1657) – szwajcarski matematyk, astronom i jezuita. Jego nazwiskiem został nazwany krater Cysatus na Księżycu.

## Życiorys
Urodził się w Lucernie. Był 8. z 14 dzieci Renwarda Cysata (1545–1614), urzędnika miejskiego, który wsławił się wydaniem pierwszej w Europie drukowanej książki o Japonii pt. „Von Japanischen den Inseln und Königreichen” („O japońskich wyspach i królestwach”) (Fryburg, 1586).
W 1604 Johann Baptist Cysat wstąpił do jezuitów. W marcu 1611 został studentem teologii w Ingolstadt. Tam spotkał Christopha Scheinera i pomagał mu w obserwacjach plam słonecznych, których odkrycie stało się później przedmiotem sporu między Galileuszem i Scheinerem.
W 1618 Cysat został mianowany profesorem matematyki na uniwersytecie w Ingolstadt, zastępując na tym stanowisku Scheinera. Ta pozycja pozwoliła mu zajmować się dalej problemami astronomicznymi. Cysat jako jeden z pierwszych wykorzystał nowo wynaleziony teleskop.

## Cysat i komety
Cysat obserwował kometę w roku 1618. Na temat komet wydał monografię pt. Mathematica Astronomica de loco, motu, magnitudine et causis cometae qui sub finem anni 1618 et anni initium 1619 in coelo fulsit. Ingolstadt Ex Typographeo Ederiano 1619 (Ingolstadt, 1619).
Według opinii Cysata komety krążyły wokół Słońca. Wykazał on w tym samym czasie, że orbita komety była nie kołowa, ale paraboliczna. Opis komety, który zawarł w monografii charakteryzuje bardzo duża szczegółowość. Cysat widział przez teleskop wystarczająco dużo szczegółów, aby jako pierwszy opisać jądro komety, był w stanie śledzić zmiany jego wyglądu. Jego rysunki jądra komety były wykorzystywane przez innych na mapach. Obserwacje komety wykonane przez Cysata były tak szczegółowe, że w 1804 nadal uważano je za jedne z doskonalszych.
Praca Cysata opisuje też obserwacje Wielkiej Mgławicy w Orionie (jest on czasami, prawdopodobnie omyłkowo, uznawany za odkrywcę tej mgławicy), której naturę porównał do natury komety.

## Późniejsze lata życia
W 1620 Cysat obserwował całkowite zaćmienie Księżyca. W latach 1624–1627 był rektorem Kolegium Jezuickiego w Lucernie. W 1627 wyjechał do Hiszpanii, gdzie uczył w jezuickim Colegio Imperial de Madrid. W 1630 wrócił do Ingolstadt, w 1637 został rektorem w Jezuickim Kolegium w Innsbrucku, a w 1646 w kolegium w Eichstätt.
W Ingolstadt odwiedził go Johannes Kepler, lecz do dzisiejszych czasów zachował się tylko jeden list z ich korespondencji, datowany na 23 lutego 1621. 7 listopada 1631, Cysat obserwował przejście Merkurego na tle tarczy Słońca, przewidziane przez Keplera.
Później Cysat wrócił do swego rodzinnego miasta Lucerny, gdzie zmarł w roku 1657.